# Гридин, Андрей Викторович
Андрей Викторович Гридин (болг. Андрей Гридин; род. 23 июня 1988 года, Щучинск, Казахская ССР) — болгарский, а ранее казахстанский лыжник и биатлонист, участник Олимпийских игр в Сочи. До 2013 года выступал за Казахстан, но перед началом сезона 2013/14 сменил гражданство и теперь выступает за Болгарию.

## Карьера биатлониста
В биатлоне Гридин выступал в Европейском кубке в сезоне 2010/11, но приняв участие в трёх гонках в рамках Европейского кубка, он не поднимался в них выше 83-го места и кубковых очков не завоёвывал.

## Карьера лыжника
В лыжном Кубке мира Гридин дебютировал в составе сборной Казахстана 6 декабря 2008 года, но приняв участие в четырёх гонках в рамках Кубка мира он не поднимался в них выше 45-го места и кубковых очков не завоёвывал. Более успешно выступает в Балканском кубке, где занял первое место в итоговом зачёте в сезоне 2013/14.
На Олимпийских играх 2014 года в Сочи стартовал в четырёх гонках: спринт — 64-е место, скиатлон — 57-е место, командный спринт — 19-е место и масс-старт на 50 км — 41-е место.
За свою карьеру участия в чемпионатах мира пока не принимал. На юниорском чемпионате мира 2008 года завоевал бронзовую медаль в масс-старте на 20 км.